# Crâmpoia
Crâmpoia – wieś w Rumunii, w okręgu Aluta, w gminie Crâmpoia. W 2011 roku liczyła 2853 mieszkańców.